# Color (album)
Color è un album dei NEWS pubblicato nel 2008.

## Tracce
1. Weeeek – 3:48 (testo: Greeeen – musica: Greeeen)
2. Stardust – 4:12 (testo: Nami, Pa-non – musica: Takuya Watanabe (渡辺 拓也?))
3. Summer Time – 4:25 (testo: Zopp, Lowarth (rap) – musica: Red-T)
4. Snow Express – 4:15 (testo: Shizuka Izyūin (伊達歩?), (rap) Tomohisa Yamashita – musica: Tatsuro Yamashita (山下 達郎?))
5. Forever – 4:33 (testo: Mihiro Kizuki (稀月 真皓?), (rap) Heroism (ヒロイズム?) – musica: Youji Noi (野井 洋児?))
6. Mola – 3:32 (testo: Daisuke "DI" Imai – musica: Daisuke "DI" Imai)
7. Kesenai (ケセナイ?, Indelible) – 5:55 (testo: Azuki – musica: Kentarō Hukushi (福士 健太郎?))
8. Ordinary – 3:37 (testo: Ryō Nishikido – musica: Ryo Nishikido)
9. Minna ga Iru Sekai o Hitotsu ni Ai o Motto Give & Take Shimashō (みんながいる世界を一つに愛をもっとGive & Takeしましょう?, Let’s make the world as one to give & take more love) – 4:20 (testo: Zopp – musica: Heroism)
10. Murarisuto (ムラリスト?) – 4:00 (testo: Tomoya Kinoshita (木下 智哉?) – musica: Tomoya Kinoshita)
11. Taiyō no Namida (太陽のナミダ?, Tears of the Sun) – 4:21 (testo: Michio Kawano (カワノ ミチオ?) – musica: Michio Kawano)
12. Smile Maker – 3:51 (testo: 0 Soul 7 – musica: 0 Soul 7)
13. Happy Birthday – 3:48 (testo: Seamo – musica: Seamo, Shintaro "Growth" Izutsu)
14. Fly Again – 3:25 (testo: Azuki – musica: Heroism)

1. Towairo no Koi (永遠色の恋?, Love with an Eternal Color) – 4:12 (testo: M-Takeshi – musica: Stefan Aberg, Shusui)